# Aéroport de Mazar-e-Charif
L'aéroport de Mazar-e-Charif (code IATA : MZR • code OACI : OAMS) est situé à 9 km à l'est de la ville de Mazar-e-Charif,en Afghanistan, à 15 minutes en taxi.

## ISAF
L'Allemagne a pris le commandement de la région nord de la Force internationale d'assistance et de sécurité (ISAF) à la fin du mois de mars 2006. L'aéroport de Mazar-e-Charif joue un rôle de plaque tournante pour les mouvements de personnel et de fret au profit de la force de stabilisation et de maintien de la paix au nord de l'Afghanistan. Le gouvernement allemand a contribué à hauteur de 53 millions d'euros pour la reconstruction de cet aéroport. Depuis septembre 2007, une installation TACAN est disponible afin de permettre des rotations d'avions par mauvais temps.

## Situation
| \| 150 km1:10 281 000 \| Bagram Kaboul Kandahar Hérat Jalalabad Kunduz Mazar-e-Charif Bâmiyân Lashkar · Gah Shindand Chaghcharan Darwaz Faïzâbâd Farah Khôst Khwahan Razer Maïmana Qala i Naw Sheberghan Sheghnan Taloqan Tarin Kôt Zarandj Ghāzīābād Panjab |
| 150 km1:10 281 000 |

## Compagnies et destinations
| Compagnies               | Destinations |
| ------------------------ | --- |
| Afghan Jet International | Kaboul |
| Ariana Afghan Airlines   | Kaboul |
| Iran Aseman Airlines     | Charter : Téhéran-Imam-Khomeini, Mechhed-Shahid H. Nejad                                                          |
| Kam Air                  | Ankara Esenboğa, Delhi-Indira Gandhi, Dubaï, Hérat, Istanbul, Djeddah - Roi-Abdelaziz, Kaboul, Kandahar, Tachkent |
| Turkish Airlines         | Istanbul |

Édité le 07/02/2018